# Хижняк, Сергей Леонидович
Сергей Леонидович Хижняк (род. 7 февраля 1975) — российский футболист. Выступал на позициях защитника и полузащитника.

## Клубная карьера
Родился 7 февраля 1975 года. Воспитанник ДЮСШ Новомосковск. На взрослом уровне дебютировал в 1992 году в составе ФК «Кристалл» из Нерюнгри (КФК). На профессиональном — через год, в новомосковском «Доне» (вторая лига). Выступал за команды второго российского дивизиона «Селенга» Улан-Удэ и «Заря» Ленинск-Кузнецкий.
В 2000-м году перебрался в Чемпионат Белоруссии, где выступал за клубы из гомельской области «Ведрич-97» (Речица), «Славия-Мозырь» (Мозырь), «Гомель». В 2002 году в чемпионате Белоруссии, выступая за «Ведрич-97» провёл один из самых результативных сезонов в своей карьере, сыграв 28 матчей и забив 14 голов и по итогам сезона став одним из лучших бомбардиров команды после Андрея Юсипца (20 голов). в 2004-м году уехал в Минск, где первую половину сезона провёл в столичном МТЗ-РИПО, а вторую — в гомельском ЗЛиНе.
В 2005-м году вновь вернулся во второй дивизион российского чемпионата и присоединился к ижевскому ФК «Газовик-Газпром» (ныне «СОЮЗ-Газпром»). Отыграв сезон в Ижевске, покинул клуб. С 2006 по 2010 выступал за ФК «Реутов», московское «Торпедо-РГ», серпуховскую «Звезду», ФК «Русичи», калужский «Локомотив». Последний сезон в своей профессиональной карьере футболиста Сергей Хижняк провел в ФК «Динамо» Воронеж.
С 2013 по 2016 годы играл в чемпионате и Кубке Брянской области за любительский ФК «Заря» из Стародуба.

## Тренерская карьера
С 2012 года — тренер центра развития молодёжного футбола ФК «Гомель».

## Семья
Сын — Дмитрий Хижняк (род. 1997), профессиональный футболист.